# Callulina kreffti
Callulina kreffti és una espècie de granota de la família Microhylidae que viu a Tanzània i Kenya.
Està amenaçada d'extinció per la pèrdua del seu hàbitat natural.